# Alessandro Kräuchi
Alessandro Samuele Kräuchi (ur. 3 czerwca 1998 w St. Gallen) – szwajcarski piłkarz pochodzenia włoskiego występujący na pozycji prawego obrońcy w szwajcarskim klubie FC Sankt Gallen.

## Kariera klubowa

### FC Sankt Gallen
W 2008 dołączył do akademii FC Sankt Gallen. 1 lipca 2017 został przesunięty do pierwszego zespołu. Zadebiutował 13 sierpnia 2017 w meczu Pucharu Szwajcarii przeciwko FC Baden (3:8). W Swiss Super League zadebiutował 26 września 2018 w meczu przeciwko BSC Young Boys (2:0). W sezonie 2019/20 jego zespół zajął drugie miejsce w tabeli zdobywając wicemistrzostwo Szwajcarii. 24 września 2020 zadebiutował w kwalifikacjach do Ligi Europy w meczu przeciwko AEK Ateny (0:1). Pierwszą bramkę zdobył 20 lutego 2021 w meczu ligowym przeciwko FC Vaduz (2:1).

## Kariera reprezentacyjna

### Szwajcaria U-15
W 2013 roku otrzymał powołanie do reprezentacji Szwajcarii U-15. Zadebiutował 30 maja 2013 w meczu towarzyskim przeciwko reprezentacji Rosji U-15 (3:1), w którym zdobył swoją pierwszą bramkę.

### Szwajcaria U-16
W 2013 roku otrzymał powołanie do reprezentacji Szwajcarii U-16. Zadebiutował 5 września 2013 w meczu towarzyskim przeciwko reprezentacji Hiszpanii U-16 (4:2).

### Szwajcaria U-21
W 2018 roku otrzymał powołanie do reprezentacji Szwajcarii U-21. Zadebiutował 16 listopada 2018 w meczu towarzyskim przeciwko reprezentacji Francji U-21 (1:1).

## Statystyki

### Klubowe
(aktualne na dzień 5 marca 2021)
| Klub               | Sezon              | Liga               | Liga  | Liga   | Puchar kraju | Puchar kraju | Europa | Europa | Suma  | Suma   |
| Klub               | Sezon              | Liga               | Mecze | Bramki | Mecze        | Bramki       | Mecze  | Bramki | Mecze | Bramki |
| ------------------ | ------------------ | ------------------ | ----- | ------ | ------------ | ------------ | ------ | ------ | ----- | ------ |
| FC Sankt Gallen    | 2017/18            | Swiss Super League | 0     | 0      | 1            | 0            | –      | –      | 1     | 0      |
| FC Sankt Gallen    | 2018/19            | Swiss Super League | 6     | 0      | 1            | 0            | 0      | 0      | 7     | 0      |
| FC Sankt Gallen    | 2019/20            | Swiss Super League | 8     | 0      | 1            | 0            | –      | –      | 9     | 0      |
| FC Sankt Gallen    | 2020/21            | Swiss Super League | 20    | 1      | 0            | 0            | 1      | 0      | 21    | 1      |
| FC Sankt Gallen    | Ogólnie            | Ogólnie            | 34    | 1      | 3            | 0            | 1      | 0      | 38    | 1      |
| Ogólnie w karierze | Ogólnie w karierze | Ogólnie w karierze | 34    | 1      | 3            | 0            | 1      | 0      | 38    | 1      |

### Reprezentacyjne
| Reprezentacja   | Rok     | Mecze | Bramki |
| --------------- | ------- | ----- | ------ |
| Szwajcaria U-15 |         |       |        |
| 2013            | 1       | 1     |        |
| Ogólnie         | Ogólnie | 1     | 1      |
| Szwajcaria U-16 |         |       |        |
| 2013            | 3       | 0     |        |
| Ogólnie         | Ogólnie | 3     | 0      |
| Szwajcaria U-21 |         |       |        |
| 2018            | 1       | 0     |        |
| Ogólnie         | Ogólnie | 1     | 0      |

| Mecze i gole w reprezentacji | Mecze i gole w reprezentacji | Mecze i gole w reprezentacji | Mecze i gole w reprezentacji | Mecze i gole w reprezentacji | Mecze i gole w reprezentacji | Mecze i gole w reprezentacji | Mecze i gole w reprezentacji |
| Szwajcaria U-15              | Szwajcaria U-15              | Szwajcaria U-15              | Szwajcaria U-15              | Szwajcaria U-15              | Szwajcaria U-15              | Szwajcaria U-15              | Szwajcaria U-15              |
| Lp.                          | Data                         | Miejsce                      | Gospodarz                    | Gość                         | Wynik                        | Gol                          | Rozgrywki                    |
| ---------------------------- | ---------------------------- | ---------------------------- | ---------------------------- | ---------------------------- | ---------------------------- | ---------------------------- | ---------------------------- |
| 1.                           | 30.05.2013                   | Sursee                       | Szwajcaria U-15              | Rosja U-15                   | 3:1                          | Gol                          | Mecz towarzyski              |
| Szwajcaria U-16              |                              |                              |                              |                              |                              |                              |                              |
| Lp.                          | Data                         | Miejsce                      | Gospodarz                    | Gość                         | Wynik                        | Gol                          | Rozgrywki                    |
| 1.                           | 05.09.2013                   | Niederhasli                  | Szwajcaria U-16              | Hiszpania U-16               | 4:2                          |                              | Mecz towarzyski              |
| 2.                           | 01.10.2013                   | Oeiras                       | Portugalia U-16              | Szwajcaria U-16              | 1:1                          |                              | Mecz towarzyski              |
| 3.                           | 03.10.2013                   | Massamá                      | Portugalia U-16              | Szwajcaria U-16              | 3:0                          |                              | Mecz towarzyski              |
| Szwajcaria U-21              |                              |                              |                              |                              |                              |                              |                              |
| Lp.                          | Data                         | Miejsce                      | Gospodarz                    | Gość                         | Wynik                        | Gol                          | Rozgrywki                    |
| 1.                           | 16.11.2018                   | La Manga                     | Szwajcaria U-21              | Francja U-21                 | 1:1                          |                              | Mecz towarzyski              |

## Sukcesy

### FC Sankt Gallen
- Wicemistrzostwo Szwajcarii (1×): 2019/2020

## Życie prywatne
Kräuchi urodził się w St. Gallen, w Szwajcarii, i jest pochodzenia włoskiego.